# 路易斯·比利亚尔·博尔达
路易斯·比利亚尔·博尔达（1929年—2008年）是哥伦比亚外交官，左翼自由主义政治家，教授。前哥伦比亚驻华大使。

## 生平
出生于纽约市。大萧条时期随父母返回哥伦比亚。毕业于哥伦比亚国立大学。罗哈斯军政府上台后，他开始流亡东德。20世纪50年代末回到哥伦比亚，与阿方索·洛佩斯·米切尔森等人组建自由革命运动，并当选为国会议员。1970年到1973年，担任哥伦比亚驻瑞典大使，之后再次成为众议员，并当选众议院议长。
1983年至1988年，担任哥伦比亚驻华大使。1987年12月以哥总统比尔希略·巴尔科·巴尔加斯的名义，向北京大学赠送了251册西班牙文书籍。
1988年至1990年，担任哥伦比亚驻东德大使。晚年在多所大学任教，编写并翻译出版了五十多部法律哲学相关丛书。2008年7月23日在波哥大去世。